# Boliviaans voetbalelftal in 2006
Het Boliviaans voetbalelftal speelde slechts één officiële interland in het jaar 2006: een vriendschappelijk duel tegen El Salvador. La Verde ("De Groenen") stond in 2006 onder leiding van oud-international Erwin Sánchez, de opvolger van Ovidio Mezza. Op de FIFA-wereldranglijst zakte Bolivia in 2006 van de 97ste (januari 2006) naar de 101ste plaats (december 2006).

## Balans
| Wedstrijden | Wedstrijden | Wedstrijden | Wedstrijden | Doelpunten | Doelpunten | Doelpunten | Punten |
| Gespeeld    | Winst       | Gelijk      | Verlies     | Voor       | Tegen      | Saldo      | Punten |
| ----------- | ----------- | ----------- | ----------- | ---------- | ---------- | ---------- | ------ |
| 1           | 1           | 0           | 0           | 5          | 1          | +4         | 2.000  |

## Interland
|                                                                  |                                                                                          |       |                |                                                                                       |
| 15 november Vriendschappelijk № 346 «onderlinge duels» 18:00 uur | Bolivia                                                                                  | 5 – 1 | El Salvador    | Estadio Hernando Siles, La Paz Toeschouwers: 30.000 Scheidsrechter: René Ortubé (BOL) |
| 15 november Vriendschappelijk № 346 «onderlinge duels» 18:00 uur | Nelson Sossa 29' Juan Carlos Arce 33' Óscar Sánchez 41' Leonel Reyes 82' Darwin Peña 90' |       | 52' Alex Erazo | Estadio Hernando Siles, La Paz Toeschouwers: 30.000 Scheidsrechter: René Ortubé (BOL) |

## FIFA-wereldranglijst
| JAN | FEB | MAR | APR | MEI | JUN | JUL | AUG | SEP | OKT | NOV | DEC |
| --- | --- | --- | --- | --- | --- | --- | --- | --- | --- | --- | --- |
| 97  | 98  | 101 | 101 | 102 |     | 85  | 82  | 79  | 107 | 101 | 101 |

## Statistieken
| Sergio Galarza   | 1975-08-25 | Oriente Petrolero      | 1 | 0 | 0 | 3  | 0 |
| Hugo Suárez      | 1982-02-07 | Jorge Wilstermann      | 0 | 1 | 0 | 2  | 0 |
| Verdediging      |            |                        |   |   |   |    |   |
| Óscar Sánchez    | 1971-07-16 | Club Bolívar           | 1 | 0 | 1 | 76 | 7 |
| Pedro Zabála     | 1983-07-25 | Universitario de Sucre | 1 | 0 | 0 |    |   |
| Leonel Reyes     | 1976-11-19 | Club Bolívar           | 1 | 0 | 1 |    |   |
| Sacha Lima       | 1981-08-17 | Jorge Wilstermann      | 1 | 0 | 0 |    |   |
| Middenveld       |            |                        |   |   |   |    |   |
| Nicolás Suárez   | 1978-12-23 | Real Potosí            | 1 | 0 | 0 | 2  | 0 |
| Joselito Vaca    | 1982-08-12 | Club Blooming          | 1 | 0 | 0 |    |   |
| Gonzalo Galindo  | 1974-10-20 | Club Bolívar           | 1 | 0 | 0 |    |   |
| Darwin Peña      | 1977-08-08 | Real Potosí            | 0 | 1 | 1 |    |   |
| Daner Pachi      | 1984-04-01 | Club Bolívar           | 0 | 1 | 0 |    |   |
| Carmelo Angulo   | 1980-05-23 | Club Bolívar           | 1 | 0 | 0 |    |   |
| Wálter Flores    | 1978-10-29 | Real Potosí            | 0 | 1 | 0 | 5  | 0 |
| Aanval           |            |                        |   |   |   |    |   |
| Juan Carlos Arce | 1985-04-10 | AD Portuguesa          | 1 | 0 | 1 |    |   |
| Nelson Sossa     | 1986-03-14 | Jorge Wilstermann      | 1 | 0 | 1 | 1  | 1 |
| Limberg Méndez   | 1973-09-18 | La Paz FC              | 1 | 0 | 0 | 8  | 1 |
| Pablo Salinas    | 1979-08-07 | Jorge Wilstermann      | 0 | 1 | 0 | 1  | 0 |

FBF · A-internationals · Selecties · Bondscoaches · Statistieken · Boliviaans vrouwenelftal · Olympisch elftal · Bolivia U21 · Bolivia U20 · Bolivia U19 · Bolivia U18 · Bolivia U17
1926–1949 · 
1950–1959 · 
1960–1969 · 
1970–1979 · 
1980–1989 · 
1990–1999 · 
2000–2009 · 
2010–2019 ·
2020−2029
CC 1999
WK 1930 · 
WK 1950 · 
WK 1994
1926 · 
1927 · 
1927 · 1928 · 1929 · 
1930 · 
1931 · 1932 · 1933 · 1934 · 1935 · 1936 · 1937 · 
1938 · 
1939 · 1940 · 1941 · 1942 · 1943 · 1944 · 
1945 · 
1946 · 
1947 · 
1948 · 
1949 · 
1950 · 
1951 · 1952 · 
1953 · 
1954 · 1955 · 1956 · 
1957 · 
1958 · 
1959 · 
1960 · 
1961 · 
1962 · 
1963 · 
1964 · 
1965 · 
1966 · 
1967 · 
1968 · 
1969 · 
1970 · 
1971 · 
1972 · 
1973 · 
1974 · 
1975 · 
1976 · 
1977 · 
1978 · 
1979 · 
1980 · 
1981 · 
1982 · 
1983 · 
1984 · 
1985 · 
1986 · 
1987 · 
1988 · 
1989 · 
1990 · 
1991 · 
1992 · 
1993 · 
1994 · 
1995 · 
1996 · 
1997 · 
1998 · 
1999 · 
2000 · 
2001 · 
2002 · 
2003 · 
2004 · 
2005 · 
2006 · 
2007 · 
2008 · 
2009 · 
2010 ·
2011 · 
2012 · 
2013 · 
2014 · 
2015 · 
2016 ·
2017 ·
2018 ·
2019 ·
2020 ·
2021 ·
2022 ·
2023 ·
2024
Algerije ·
Andorra ·
Argentinië ·
Brazilië ·
Bulgarije · 
Chili ·
Colombia ·
Costa Rica ·
Cuba ·
Curaçao ·
DDR ·
Duitsland ·
Ecuador ·
Egypte ·
El Salvador ·
Finland ·
Frankrijk ·
Griekenland ·
Guatemala ·
Guyana ·
Haïti ·
Honduras ·
Hongarije ·
Ierland ·
IJsland ·
Irak ·
Iran ·
Jamaica ·
Japan ·
Joegoslavië ·
Kameroen ·
Letland ·
Mexico ·
Myanmar ·
Nicaragua ·
Noord-Korea ·
Oezbekistan ·
Panama ·
Paraguay ·
Peru ·
Polen ·
Portugal ·
Roemenië ·
Rusland ·
Saoedi-Arabië ·
Senegal ·
Servië ·
Slowakije ·
Spanje ·
Trinidad en Tobago ·
Tsjecho-Slowakije ·
Uruguay ·
Venezuela ·
Verenigde Arabische Emiraten ·
Verenigde Staten ·
Zuid-Afrika ·
Zuid-Korea ·
Zwitserland